# Sân vận động Gifu Nagaragawa
Sân vận động Gifu Nagaragawa (岐阜メモリアルセンター長良川競技場) là một sân vận động đa năng nằm tại Trung tâm thể thao Gifu, thành phố Gifu, Nhật Bản. Mở cửa vào năm 1991 với sức chứa 26.109 khán giả, nơi đây thường được sử dụng cho các trận bóng đá và là sân nhà của câu lạc bộ Gifu.